# مايك دي أنتوني
مايك دي أنتوني (بالإيطالية: Mike D'Antoni) مواليد 8 مايو 1951 في مولنس، هو لاعب كرة سلة إيطالي أصبح مدرباً. يبلغ طوله 6 قدم 3 بوصة (1.9 م).

## فرق لعب معها
- سكرامنتو كينغز
- سان أنطونيو سبرز
- أولمبيا ميلانو

## فرق دربها
- أولمبيا ميلانو
- دنفر ناغتس
- بورتلاند ترايل بلايزرز
- فينيكس صنز
- نيويورك نيكس
- لوس أنجلوس ليكرز

## روابط خارجية
- مايك دي أنتوني على موقع الاتحاد الدولي لكرة السلة (الإنجليزية)
- مايك دي أنتوني على موقع إن بي أي (الإنجليزية)
- مايك دي أنتوني على موقع سبورتس رفرنس (الإنجليزية)
- مايك دي أنتوني على موقع كلية كرة السلة في سبورتس رفرنس.كوم (الإنجليزية)
- مايك دي أنتوني على موقع ريلجم (الإنجليزية)
- مايك دي أنتوني على موقع بروبوليرز (الإنجليزية)
- مايك دي أنتوني على موقع سبورتس رفرنس (الإنجليزية)